# Teateråret 1902

## Händelser

### Oktober
- 13–19 oktober – Sarah Bernhardt möts av jubel när hon gästspelar på Stockholmsoperan, där hon bland annat spelar Hamlet.[1]

## Årets uppsättningar

### Februari
- 13 februari – August Strindbergs pjäs Carl XII har urpremiär på Dramaten i Stockholm [2].

### Mars
- 16 mars – August Strindbergs pjäs Bandet har urpremiär på Schall und Rauch' i Berlin [3].

### November
- 27 november – Strausoperetten Wienerblod har premiär på Vasateatern i Stockholm, och DN skriver att "föreställningen är alltigenom präglad av verkligt gott humör"  [4].

### Okänt datum
- Ernst Fastboms pjäs Jag gifta mig - aldrig har urpremiär på Folkteatern i Stockholm.

## Födda
- 29 mars – Marcel Aymé (död 1967), fransk pjäsförfattare.

## Avlidna
- 7 januari – Adolfina Fägerstedt (född 1811), svensk premiärdansös.